# Đồ gốm Bolesławiec

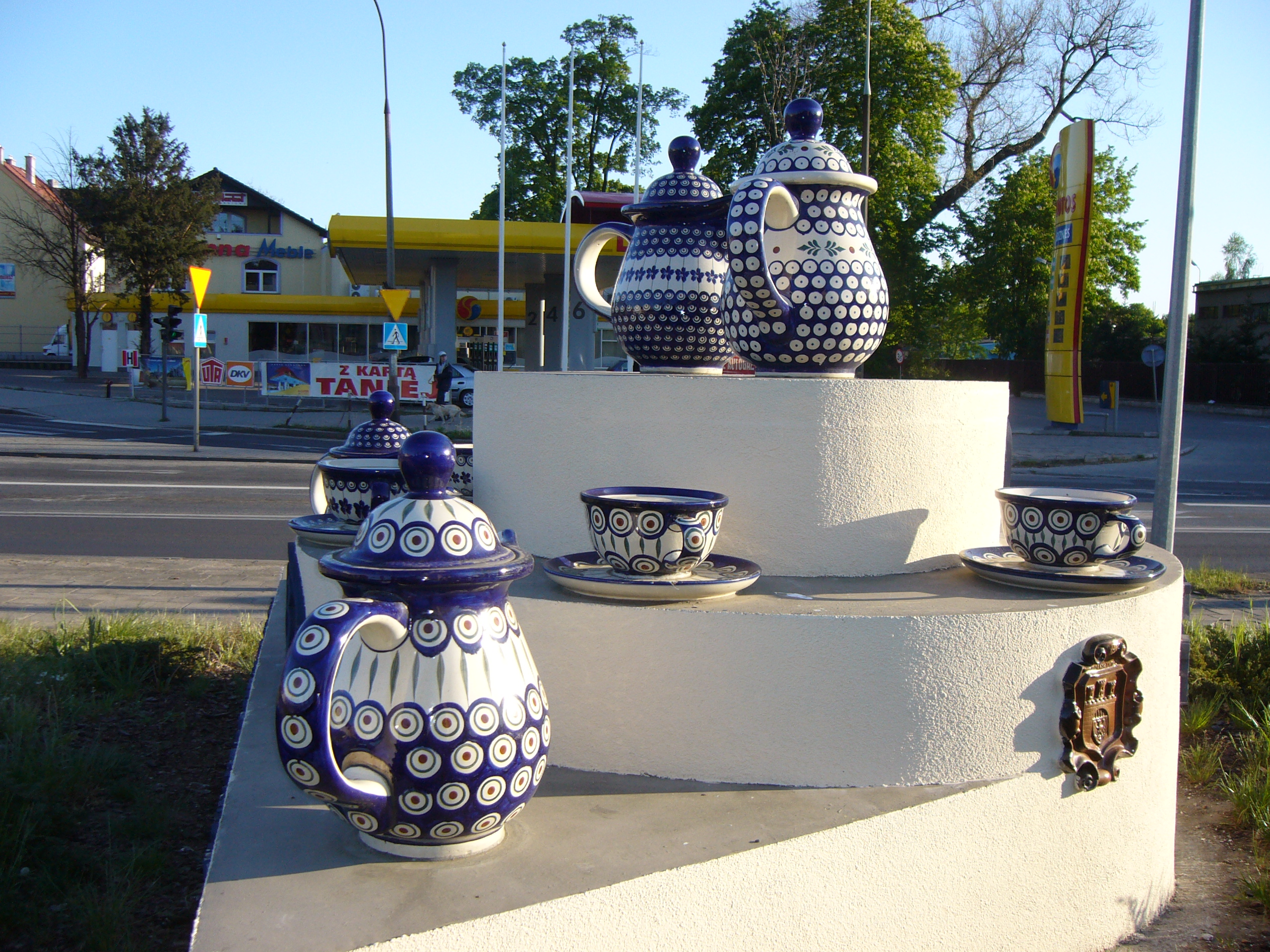
Trưng bày minh họa phong cách của đồ gốm Boleslawiec.

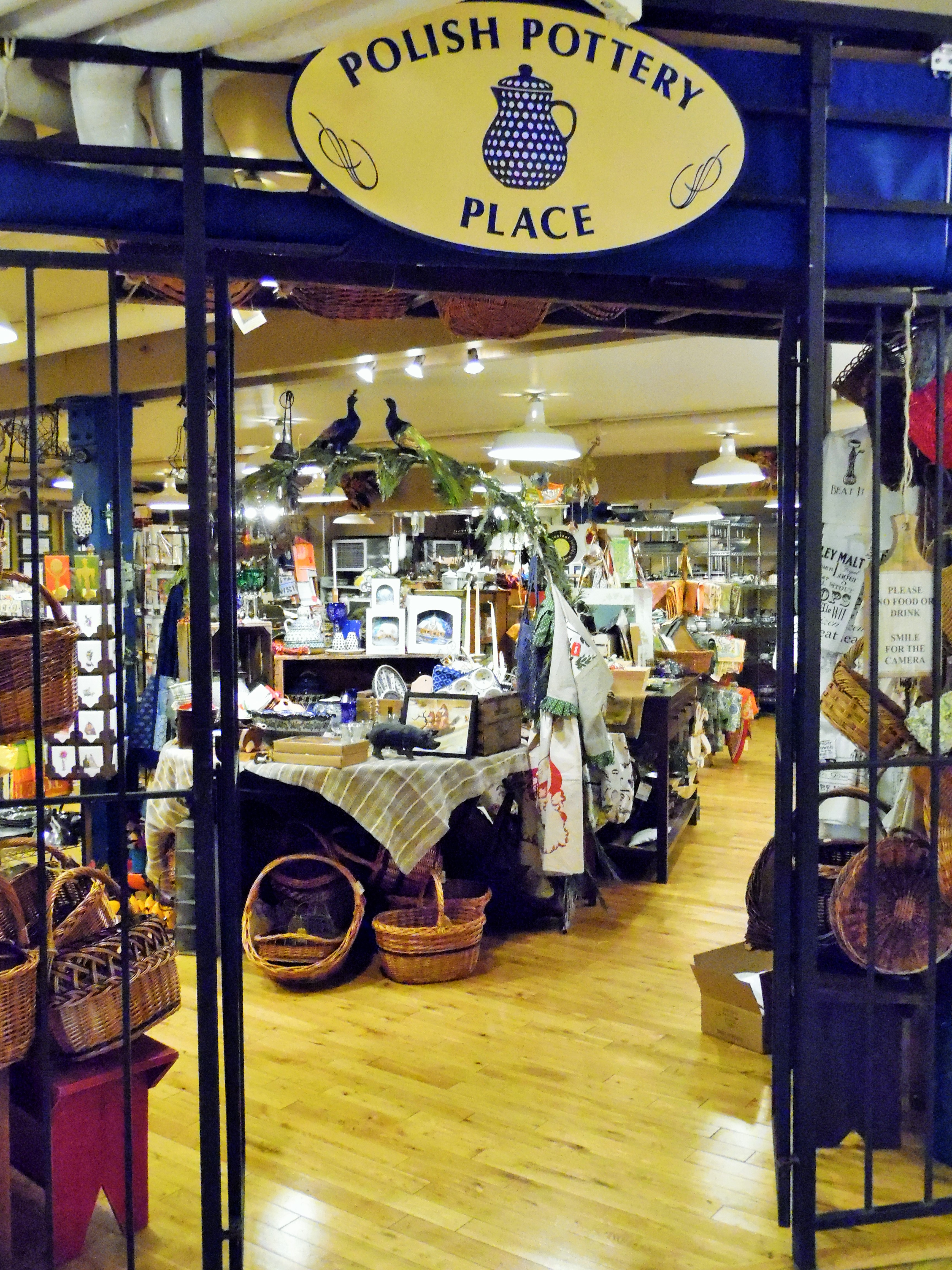
Một cửa hàng bán đồ Ba Lan ở Seattle

Đồ gốm Bolesławiec (English: BOWL-swavietz), còn được gọi là đồ gốm Ba Lan, là một thuật ngữ chung cho Đồ gốm mỹ nghệ và đồ gốm sứ được sản xuất ở thị trấn Bolesławiec, phía tây nam Ba Lan. Nghệ thuật này bắt nguồn từ cuối thời kỳ Trung Cổ, nhưng phát triển đầy đủ nhất vào thế kỷ 19 và được tiếp tục kể từ thời gian đó. Mỗi sản phẩm được đặc trưng bởi hoa văn trang trí màu xanh của biểu tượng trên nền màu trắng, với các nét chấm phá thay thế của các yếu tố màu xanh hoặc màu vàng. Đồ gốm sứ đa dạng từ Ấm trà và bình có quai đến các loại đĩa, The Platters và giá đỡ nến. Đồ gốm được gọi chung là "Đồ gốm sứ Ba Lan", vì nó trở thành một trong những biểu tượng văn hóa không chính thức của đất nước này.

## Tổng quan
Trong nhiều thế kỷ, một trong những loại hình nghệ thuật hàng đầu ở Trung Âu là đồ gốm và Gốm được tạo ra ở vùng Silesia của Ba Lan. Các đồ gốm sứ bền và hữu dụng, màu trắng kem và xanh dương là những đặc điểm đặc trưng và dễ nhận biết. Đồ gốm sứ và đồ gốm là một phần xác định bản sắc của thành phố Bolesławiec. Thị trấn này cũng thường được gọi là Miasto Ceramiki (Thị trấn gốm sứ). Không thể nhắc đến thị trấn mà không đề cập đến đồ gốm sứ đã được sản xuất ở đây từ hơn một ngàn năm. Đây là niềm tự hào lớn của cư dân thành phố này.
Nghệ thuật gốm sứ đã từ lâu gắn bó với Bolesławiec, một thị trấn nằm ở Silesia - vùng đất bị giằng xé trong lịch sử của Châu Âu. Các tác phẩm gốm sứ có tên là gốm Boleslawiec, hoặc đôi khi chúng được gọi bằng cái tên Đức: gốm Bunzlau hay gốm Bunzlauer. Gần đây, nghệ thuật gốm sứ Boleslawiec lại hồi sinh và trở nên phổ biến ở Mỹ.
Yếu tố địa lý tạo điều kiện thuận lợi trong làm đồ gốm sứ vì khu vực này có nhiều trầm tích đất sét tự nhiên; ngày nay đất sét vẫn còn được khai thác sử dụng. Lượng đất sét ở đây khá dồi dào và có chất lượng tốt với hàm lượng fenspat và silic cao, và được xếp vào loại đồ sành sứ sau khi nung. Được nung ở nhiệt độ rất cao, khoảng 1100-1300 độ C. Đất sét có màu nâu đến xám, và có kết cấu thô so với vật liệu sét sợi là sứ. Đồ gốm sứ chắc, có bề ngoài giống thủy tinh và rỗng khi nung. Có thể tráng men và nung lại sản phẩm để tạo ra bề mặt kín nước. Ngoài ra còn có một loại nước áo độc đáo được kết hợp với cơ sở cung cấp gốm Bolesławiec để cho ra các sản phẩm màu nâu có bề mặt bóng.

## Lịch sử

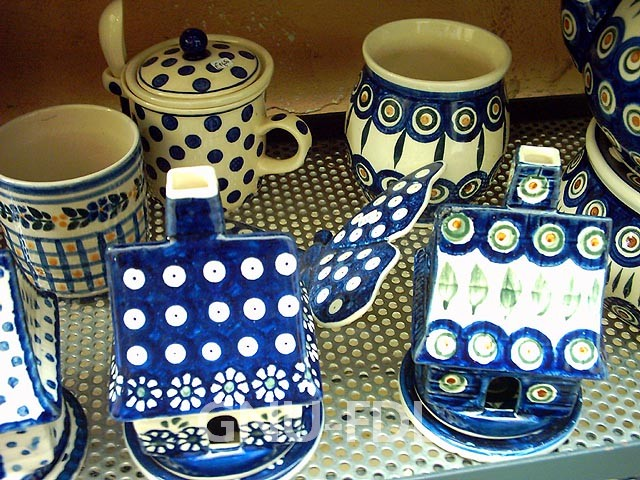
Các sản phẩm đồ gốm và đồ gốm sứ Bolesławiec

Đồ gốm sứ đã là một phần của Bolesławiec và lịch sử của toàn bộ vùng đất này trong một thời gian dài. Các thợ làm đồ gốm và đồ sành sứ được ghi nhận từ đầu thế kỷ 14, với ghi chép đầu tiên về thợ làm gốm trong sách của thành phố Świdnica vào năm 1380. Tuy nhiên, những đợt khảo cổ cho thấy đồ gốm sứ và sành sứ có từ đầu thời kỳ Trung Cổ, và các and mô hình giao dịch cũng cho thấy rõ sự có mặt vào thời gian này.
Các thợ gốm của khu vực Bolesławiec lần đầu tiên tập hợp thành một hội vào khoảng đầu thế kỷ 17. Phần lớn các mảnh gốm còn sót lại có niên đại vào đầu thế kỷ 18. Chúng đặc trưng bởi nước men màu nâu và thường là các bình đựng chất lỏng hoặc loại bình có tay cầm. Một vài bình có nắp đậy với nắp thiếc kèm theo, mặc dù nhiều bình là dạng hở. Chúng được làm từ bàn xoay làm gốm, có hình dạng đồng nhất, và có họa tiết trơn nhẵn hoặc có vân chéo. Phần lớn chúng được đánh dấu bằng một ký hiệu nào đó, thường là tên viết tắt của cá nhân và ngày tháng.
Khoảng từ giữa thế kỷ 18, các loại bình bắt đầu trở nên đặc trưng bởi họa tiết “thẳng” chảy tự nhiên, hoặc thiết kế hoa và lá nhô cao trên thân cây. Các họa tiết thẳng có màu trắng nhạt, với màu nâu thường được dùng để viền xung quanh bình. Điều này bổ sung thêm sự tương phản và tăng tính thẩm mỹ.
Họa tiết thẳng vẫn còn khá phổ biến trong thế kỷ 18 và đầu thế kỷ 19. Các họa tiết phổ biến khác gồm biểu tượng của Boleslawiec, biểu tượng Adam và Eva của người thợ làm gốm tự tạo ra, hình huy hiệu và các hoạt tiết thiên nhiên như hoa lá và chim muông. Bình đựng chất lỏng, ly và ca to là các sản phẩm được sản xuất phổ biến nhất.
Khoảng nửa cuối thế kỷ 19, đất sét trắng trước đây chỉ được dùng cho họa tiết thẳng bắt đầu được sử dụng trong phần lớn các loại bình. Sở dĩ như vậy là do ý tưởng cải tiến của Johann Gottlieb Altmann, một bậc thầy làm đồ gốm, người đầu tiên đúc các đĩa thay vì ném chúng vào bàn xoay làm gốm. Altmann cũng dùng một loại men không chì mới cho phép dập và tạo nên các họa tiết và thiết kế mới. Phần lớn các thiết kế được công nhận ngày nay như các vòng tròn lặp lại, hình vảy, hoa, chấm tròn và cỏ ba lá đều được tạo ra từ thời đó.
Người Ba Lan nổi tiếng nhất tham gia vào việc sản xuất các đồ gốm sứ trong vùng Bolesławiec là Stanislaw Wiza. Năm 1963, ông thành lập công ty Ceramika Wiza, hiện vẫn sản xuất đồ gốm sứ theo các phương pháp truyền thống. Con gái của Stanislaw Wiza là Lidia Jop tiếp tục truyền thống gia đình để quản lý công ty.

## Trường dạy nghề gốm sứ
Năm 1897, một trường dạy nghề gốm sứ được thành lập ở Boleslawiec. Hiệu trưởng đầu tiên của ngôi trường này là một bậc thầy gốm sứ nổi tiếng từ Berlin, Tiến sĩ Wilhelm Pukall. Ông đã khởi xướng những thay đổi giúp cải cách khả năng kỹ thuật và các phương pháp làm việc mới, mà còn hỗ trợ các ý tưởng và các hình tức thể hiện sáng tạo mới. Đó là thời kỳ phát triển vượt bậc của gốm sứ Boleslawiec. Trường học chấp nhận phần lớn con trai của các thợ làm gốm địa phương, và sau khi học xong, họ mở ra các xưởng riêng của mình.
Ba người thợ làm gốm trọng làm việc trong khoảng thời gian chuyển giao thế kỷ là Julius Paul, Hugo Reinhold và Carl Werner. Họ góp phần hiện thực hóa các ý tưởng mới và tầm nhìn của nhà trường. Ba nghệ sĩ này và nhà xưởng của họ bắt đầu sử dụng các kỹ thuật tô bằng khuôn, men mờ, các màu sắc rực rõ và mạ vàng. Chính những kỹ thuật mới của họ đã tạo nên một cuộc cách mạng cho đồ gốm Bolesławiec hiện đại. Năm 1936, trường học thiết lập hợp tác với sáu trường được gọi là “Bunzlauer Braunzeug”. Ngày nay vẫn có thể tìm thấy tác phẩm của họ được đánh dấu bằng những chiếc bình màu nâu với các họa tiết trang trí màu trắng và có chữ ký ở phía dưới.
Mặc dù phần lớn các xưởng và studio gốm sứ của vùng Lower Silesia đều bị phá hủy trong Chiến tranh thế giới thứ hai, và toàn bộ cư dân Đức trong thị trấn và quanh tỉnh đều rời đi trong quá trình chuyển giao lãnh thổ từ Đức sang Ba Lan năm 1945, chính quyền Ba Lan mới và những người tị nạn đã nỗ lực rất lớn để hồi sinh công trình. Hợp tác xã CPLiA được hình thành và hỗ trợ bởi Học viện Mỹ thuật Eugeniusz Geppert do nhà nước điều hành ở Wrocław. Điều này cho phép hợp tác xã khôi phục lại một thành tựu nghệ thuật trình độ cao và cho phép tài trợ cũng như thúc đẩy các thợ gốm sứ tài năng ở Ba Lan cũng như khắp Châu Âu.

## Đồ gốm sứ Bolesławiec ngày nay

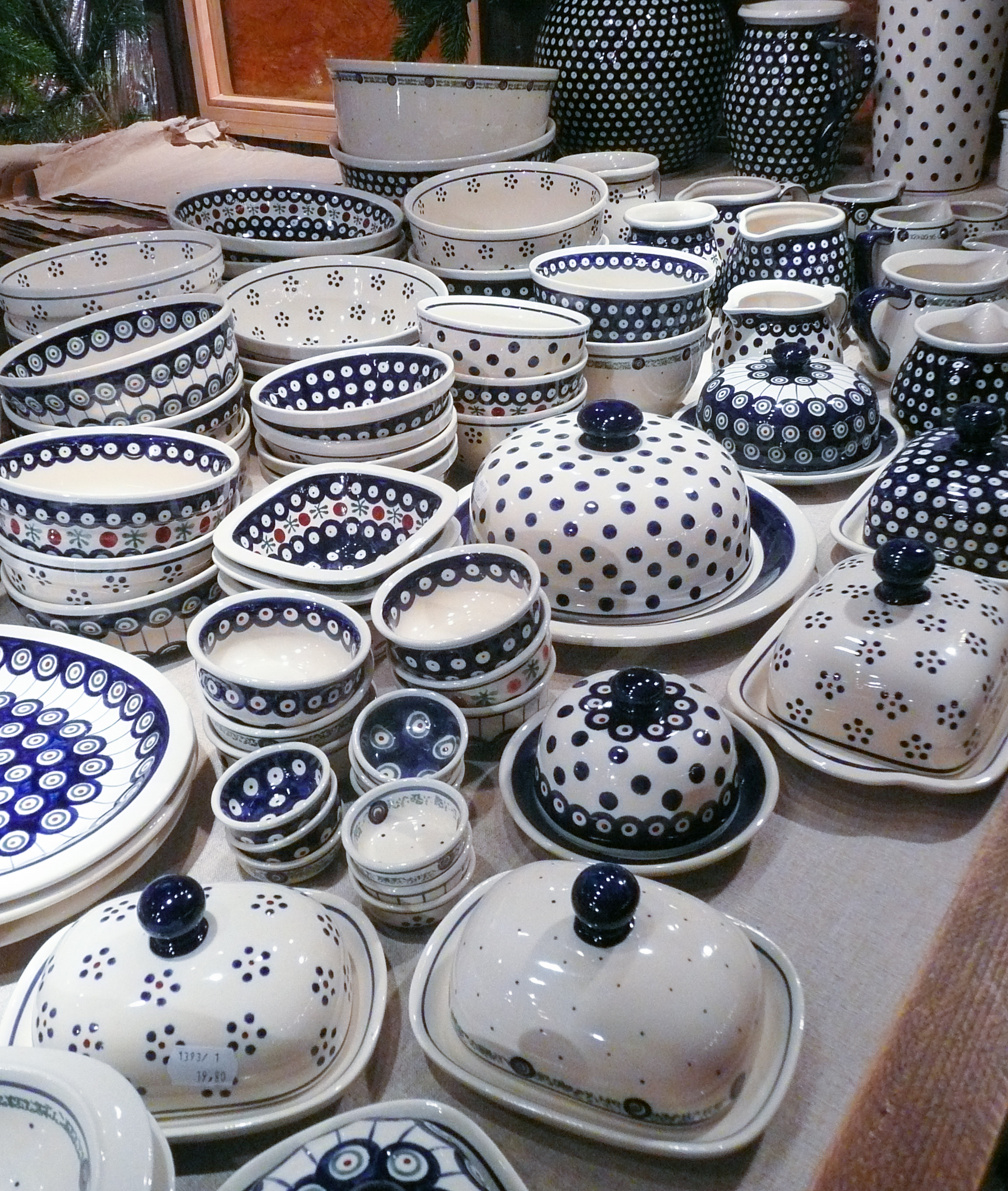
Các sản phẩm thủ công được lựa chọn

Toàn bộ đồ gốm sứ Bolesławiec đích thực đều có đóng dấu “Làm bằng tay ở Ba Lan” dưới đáy sản phẩm. Ngày nay, đồ gốm sứ Boleslawiec dễ nhận ra nhất là loại gốm sứ màu trắng hoặc màu kem với các họa tiết màu xanh đậm, xanh lá cây, vàng, nâu và có khi là màu đỏ hoặc tím. Các thiết kế phổ biến nhất gồm các chấm tròn, hoa trừu tượng, đốm nhỏ, “cối xay gió” và “mắt chim công” được yêu thích. Các truyền thống của đồ gốm 'Bunzlauer' vẫn được những người bị trục xuất từ thị trấn Bunzlau cũ và con cháu của họ lưu giữ ở nhiều địa điểm của nước Đức ngày nay. Gần đây, phần lớn đồ gốm nguyên bản từ Bolesławiec Ba Lan được sản xuất bởi hợp tác xã CPLiA và nhiều nghệ nhân làm việc cùng, hoặc ở trong các nhà máy hoặc các xưởng nhỏ hơn. Nhiều nghệ sĩ cá nhân thực hiện các tác phẩm của riêng họ, và cũng có một phong trào nghề thủ công rộng lớn hiện vẫn sản xuất các đồ sành sứ màu nâu đậm và trắng truyền thống.
Mặc dù đồ gốm sứ Bolesławiec trở nên phổ biến hơn ở Mỹ trong vài năm gần đây, nhưng nó vẫn là một sản phẩm của khu vực và được biết đến chủ yếu ở Đức và Đông Âu. Được sưu tập bởi các nhà sưu tầm cá nhân trên thế giới, và cũng là một phần bộ sưu tập của nhiều bảo tàng ở Châu Âu, bộ sưu tập lớn nhất nằm ở Bảo tàng gốm sứ Boleslawiec, tại Boleslawiec, Ba Lan. Tuy nhiên, với việc thương mại hóa ngành công nghiệp, Đồ gốm sứ Ba Lan hiện được bán trên toàn thế giới để sử dụng hàng ngày trong nhà bếp cũng như để sưu tầm.
Đồ gốm sứ Bolesławiec được tạo ra như một sản phẩm chức năng chủ yếu, và ngày nay vẫn được dùng với chức năng này mặc dù các thiết kế đã tăng về mặt chất lượng và độ khó. Đồ gốm sứ Bolesławiec thuộc loại rất khác biệt so với đồ gốm và sứ mịn của Anh và Châu Á với giá thành cao trên thị trường hiện nay. Tuy nhiên, đồ gốm Boleslawiec không hề rẻ. Ly lớn hay nhỏ đều có giá từ hơn hai mươi đến bốn mươi Đô la Mỹ ở bất cứ đâu; những món có độ khó hơn và lớn hơn như bát, ấm trà, hộp đựng, và các dĩa kiểu có thể có giá từ một đến hai trăm Đô la Mỹ ở nhiều nơi; và một vài món được các nghệ sĩ nổi tiếng vẽ bằng tay có thể có giá gần năm trăm Đô la Mỹ hoặc hơn. Giá cả tùy thuộc vào kích thước, loại mặt hàng, chất lượng nước men/ sơn, và có phải là loại Unikat hay “duy nhất” hay không. Khi một nghệ sĩ gốm sứ được coi là đủ tài năng, họ có quyền tạo ra một sản phẩm từ đầu đến cuối và có thể ký tên lên đó. Các sản phẩm này được đánh dấu UNIKAT ở đáy sản phẩm và nếu chúng hiếm và có chất lượng tốt hơn thì giá thành sẽ cao hơn.
Đồ gốm Ba Lan được làm thủ công với niềm tự hào tại nhiều công ty sản xuất nhỏ ở Boleslawiec, Ba Lan. Toàn bộ các sản phẩm đều được vẽ bằng tay, sử dụng tem bọt biển và bút lông để vẽ nghệ thuật lên từng sản phẩm. Toàn bộ các họa tiết đều được các nghệ nhân cắt bằng tay trên miếng bọt biển và sau đó họ dùng các miếng bọt biển và bút lông để áp các họa tiết độc đáo lên từng món sản phẩm. Bọt biển được sử dụng vì chúng giữ cho sơn ướt trong thời gian dài, cho phép người nghệ nhân làm việc từ từ quanh một sản phẩm trong một thời gian, dập một họa tiết độc đáo riêng. Một vài nghệ nhân tạo họa tiết ban đầu và sơn một họa tiết bằng tay, vì vậy tất cả các nghệ nhân đều biết mỗi họa tiết sẽ như thế nào và có thể giữ phong cách tương tự cho các sản phẩm hoàn thành.